# Thomas Chandler Haliburton
Thomas Chandler Haliburton (Windsor, 17 dicembre 1796 – Isleworth, 27 agosto 1865) è stato uno scrittore canadese.
Dopo aver studiato legge presso l'Università del King's College, nella sua città natale di Windsor, soggiornò per qualche tempo in Inghilterra, dove incontrò Louisa Neville, che fu sua moglie dal 1816 al 1840, anno in cui morì.
Haliburton esercitò inizialmente la professione di avvocato e poi quella di giudice. Dal 1826 al 1829 fu eletto rappresentante della Contea di Annapolis nell'Assemblea della Nuova Scozia.
Fu anche un noto uomo d'affari.
Scrisse numerosi libri di argomento storico-politico tra cui Una descrizione generale della Nuova Scozia, pubblicato nel 1823, Un resoconto storico e statistico della Nuova Scozia, pubblicato nel 1829 e Gli inglesi in America pubblicato nel 1851.
Divenne famoso in tutto l'Impero Britannico per un libro di avventure intitolato Il fabbricante di orologi, pubblicato nel 1836 ad Halifax ed incentrato sul personaggio di Sam Slick.
Dopo essersi trasferito in Inghilterra, sposò nel 1856 la vedova Sarah Harriet Owen Williams e nel 1859 fu eletto in Parlamento, nelle file della minoranza conservatrice.
Morì ad Isleworth, nella Contea del Middlesex, in Inghilterra, il 27 agosto 1865.
Nel 1884, venne fondato a suo nome, presso l'Università King's College di Windsor nella quale aveva studiato, l'Haliburton Club, una della società letterarie più antiche del Nord America.
Suo figlio Arthur (1832-1907) venne nominato Barone.